# Romanowo (rejon kosichiński)
Romanowo (ros. Романово) – wieś w Rosji, w Kraju Ałtajskim, w rejonie kosichińskim. W 2010 liczyła 267 mieszkańców.